# Perca-disco-pintada
A perca-disco-pintada (Scatophagus argus), é uma espécie de perca-disco de água salobra e marinho nativo de águas costeiras do Indo-Pacífico. Esse peixe tem o corpo redondo e achatado, por isso o nome "disco", além de possuir pintas pretas pelo corpo. Os alevinos são escuros com contorno vermelho e os jovens similares com os adultos, porém possuem uma coloração verde amarelada.
A perca-disco-pintada vive em cardumes em mangues e em estuários costeiros, próximos de raízes e plantas aquáticas, pois tem o costume de se alimentar de detritos e algas filamentosas tóxicas que outras espécies não conseguem comer.
Essa espécie é nativa de águas costeiras da região do Indo-Pacífico, sendo encontrado na costa da Índia para o Japão até a Nova Caledônia, incluindo a região da Polinésia.
Recentemente uma população se estabeleceu no Mar Mediterrâneo, na costa do Malta, além de também alguns exemplares foram coletados na costa da Flórida, nos EUA. Essas ocorrências fora de sua distribuição nativa, vêm por causa de sua introdução feita pelo ser humano, pois a perca-disco-pintada é um peixe muito procurado para ser mantido em aquários, pois é um peixe resistente que pode viver tanto em água doce ou água salgada, e essa bioinvasão ocorreu por aquaristas que não souberam cuidar da espécie e soltaram em corpos d'água longe de sua distribuição nativa, no que ocasiona em uma disputa entre espécies nativas e invasoras.
Nos Estados Unidos, a espécie é conhecida por "spotted scat", que na tradução seria "fezes pintada", pois por ser um peixe que se alimenta de detritos, sua carne possui um mal cheiro, que lembra esterco.